# Magnús Ver Magnússon

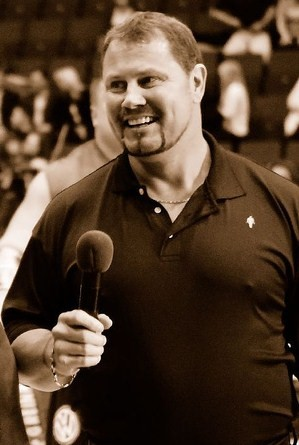
Magnús Ver Magnússon (2007)

Magnús Ver Magnússon (23 de abril de 1963, em Egilstaðir) é um levantador de peso básico e atleta de força (strongman) islandês, no qual ficou famoso após ter conquistado o título de o homem mais forte do mundo por quatro vezes (1991, 1994, 1995 e 1996).
Magnusson começou no levantamento de peso básico em 1984, e em 1985 ganhou uma medalha em competições juniores europeias e mundiais. Depois, conquistou o título senior europeu na classe até 125 kg em 1989 e 1990.
Seu maior requerimento em competições inclui agachamento de 400 kg, supino de 274,5 kg e levantamento terra de 375 kg, concluindo um total de 1015 kg. Uma vez, chegou a ter o recorde mundial de levantamento terra de pneu com 445 kg.